# El Khat
El Khat este o comună din departamentul Mederdra, Regiunea Trarza, Mauritania, cu o populație de 5.926 locuitori.